# 音ごはん
音ごはん（おとごはん）は、東京都板橋区の主婦が中心となり結成された日本のポップ・ロックバンド。正式バンド名は「音ごはん（子育て応援バンド）」。ライブのキャッチコピーは「しゃもじをふって子連れでライブ」。ファンはペンライト代りにしゃもじを振る。

## 略歴
- 2014年1月よりライブハウス、公共施設、保育園・幼稚園、小学校、病院、図書館、お祭りなどでライブを開催。
- 2015年9月13日「ママが泣ける日～Happy birthday～」CD発売＆自主企画イベントを皮切りに、自主企画イベント『ママが泣ける日』を毎年秋に開催。東京中日新聞の取材を受ける。ワークショップなどを交えた、親子で楽しめるライブイベントを行っている。
- 2016年4月　NHK『おはよう日本』で紹介されると、全国より問い合わせが来るようになった。
- 2017年6月　ご当地ソング「おいでよ♪赤塚～トカイナカ～」制作。
- 2018年5月　難病ミトコンドリア病チャリティCDを作るクラウドファンディングが成功。
- 2019年11月　自主企画イベントが264人を動員。ゲストのサンプラザ中野くんとパッパラー河合より「素人のおかあさんバンドが300人も集めるなんて、信じられない！」と言われる。
- 2020年9月　「いたばしからSDGs」制作
- 2020年10月 『君をおもえば』MVに寺島季咲主演。カラオケJOYサウンドでも配信中。
- 2021年3月　『Mam smile,Your smile』リリース ／ 10月、アラフォーアイドル輝けプロジェクトに参加、つんく♂の楽曲、『All Together 限界超えよ！』でメジャーデビュー。
- 2022年11月　音ごはんフェス2022を開催し、150人動員。

## メンバーと担当楽器
| 名前       | 担当                            |
| ---------- | ------------------------------- |
| もともとこ | ボーカル / リーダー、作詞・作曲 |
| ともみ     | ギター                          |
| きょうこ   | コーラス                        |
| まきこ     | ピアノ                          |
| KOBA       | ドラムス                        |
| おーちゃん | ベース                          |

## サポートメンバー
| 名前   | 担当                  |
| ------ | --------------------- |
| 原川誠 | キーボード / メンター |

## ディスコグラフィ
- 《ミニアルバム》「ママが泣ける日～Happy Birthday～」(2015年9月13日)
- 《ミニアルバム》「たまご・ふりかけ・音ごはん」(2016年4月2日)
- 《ミニアルバム》「つながる・ひろがる」(2016年9月18日)
- 《コンピレーションアルバム》「ふるさと2」(2017年1月20日)
- 《ミニアルバム》「おいでよ♪赤塚～トカイナカ～」(2017年6月4日)
- 《ミニアルバム》「かたほうだけのあかいくつ」(2017年9月24日)
- 《ミニアルバム》「MION～美しい音のように～」（ミトコンドリア病チャリティーCD）(2018年9月21日)
- 《シングル》　　「どんぶり・おにぎり・ごはんつぶ」（2019年11月）
- 《シングル》　　「いたばしからSDGs」（SDGsいたばしネットワーク　テーマ曲）
- 《シングル》　　「遥かなる航路（みち）へ」（2020年９月）
- 《シングル》　　「君をおもえば」（2020年10月。MV主演：寺島季咲。TGC2021グランプリ）
- 《シングル》　　「Mam smile,Your smile」（2021年3月。合同会社いたばしマムスマイル社歌）
- 《シングル》　　「小花～ohana～」（2021年4月）

## 主な活動歴
2013年
- 6月～、ボーカルもともとこが、実子の卒園ソング「みどりのふるさと」を作詞・作曲・編曲し、母親たちの合奏と合唱を指揮。音ごはんの前身を結成。

2014年
- 1月13日、阿佐ヶ谷ネクストサンデーにて結成ライブ「明日は笑えるから」「あの日には戻らない」発表。
- 9月6日、阿佐ヶ谷ネクストサンデーにてファーストライブ。

2015年
- 4月5日、WALLOP放送局モヤモヤTV出演
- 9月13日、CD『ママが泣ける日～Happy　Birthday～』発売
- 11月16日、東京（中日）新聞に「ママが贈る愛の歌」として音ごはんとCDが紹介される。[1]
- 11月24日、FMおかざき『ふくし・ふれあい・ふるこーす』出演

2016年
- 1月17日、「高島平住宅展示場ステージ、ダンス＆音ごはん」 ／ 『お母さん業界新聞』2月号（お母さん大学）に「ママが泣ける日」特集記事[2]。
- 4月2日、「RED SOUL DANCE SCHOOL 発表会」第2弾CD「たまご・ふりかけ・音ごはん」＆DVD発売
- 4月6日、NHK『おはよう日本』「Check！エンタメ」[3]→Yahooトップニュースに[4]
- 4月17日、NACK5［手賀沼ジュンのウナン・サッタリ・パンツ］で「ママが泣ける日」ON AIR
- 6月7日、NHKラジオ『すっぴん！』ゲストコーナー　もともとこ出演
- 6月13日、調布FM「午後のカフェテラス」ゲストコーナー
- 10月1日、第三弾CD『つながる・ひろがる』全国発売
- 11月2日、高島平3児童館合同子育て応援教室「音ごはんライブ」→JCOMデイリーニュース・トップに。板橋経済新聞、高島平新聞、Yahooニュースに掲載。
- 12月11日、朝日新聞　朝刊 [「ママ友バンド　子育て応援歌　」[5]

2017年
- 1月8日、NHKラジオ　「マイあさラジオ」日曜訪問コーナー[6]　もともとこ出演
- 1月14日、渋谷クロスFM「music heaven LIGHTS」
- 3月8日、毎日新聞（都内版）だいあろ～ぐ東京彩人記[7]　もともとこインタビュー
- 6月5日、朝日新聞都内版にジモパ！＆ののぽん＆おいでよ赤塚[8]
- 9月24日、「ママが泣ける日2017～片方だけのあかいくつ～」池袋ライブハウス　120人動員。CD第4弾『かたほうだけのあかいくつ』発売。
- 12月29日、『STORY』（光文社）2月号巻頭2p「未来は女の掌の中に」[9]

2018年
- 1月、フリーペーパー『TOKYO7SPICES』にインタビュー掲載
- 1月22日、調布FM午後のカフェテラス　もとこ＆おーちゃん
- 3月、高島平新聞「わたしの一日」インタビュー
- 4月、難病 ミトコンドリア病 応援ソングを作るクラウドファンディングが目標金額の169%となる509,022円を達成
- 5月18日、朝日新聞（都内版）朝刊に「七つの海の音」[10]
- 6月29日、NHKひるまえほっと「難病の子支援。主婦バンド」[11]
- 8月20日、調布FM午後のカフェテラス　まきこ＆おーちゃん出演
- 9月

「MION～美しい音のように～」（ミトコンドリア病チャリティーCD）発売
『いたばしTIMESラジオ』出演
FMやまと『カルーア啓子のお笑いやまとなでしこ』出演
- 10月14日、「音ごはんフェス～ママが泣ける日2018～」120人動員
- 12月12日、FM68局『サンプラザ中野くんのRunner2020』出演

2019年
- 1月25日、NHK横浜サウンドクルーズ　キラキラ子育て『七つの海の音』O.A.
- 2月2日、エコエコリサイクル祭り　ツイッターでツッパリ動画が話題に
- 3月23日、鴻巣フラワーラジオ　もともとこ電話出演
- 4月27日、渋谷ラジオTokyo　配信
- 6月30日、Tokyo BorderlessTV『もともとこのごった煮トーク配信スタート』
- 9月23日、J:COMいたばし「板橋人図鑑」出演
- 11月17日、「親子でライブ♪音ごはん～ママが泣ける日2019～」成増アクトホール　264人動員 ／ 食育ソング『どんぶり・おにぎり・ごはんつぶ』リリース
- 12月16日、調布FM『午後のカフェテラス』

2020年
- 2月～、板橋区広報番組「魅力発信！板橋ナビ　第70回」
- 2月25日、東京新聞（都内版）
- 7月12日、「いたばしからSDGs」音源公開！SDGsいたばしネットワーク総会 出演
- 8月23日、フライングプラネタリウムDE音ごはん～ママが泣ける日2020
- 9月1日、新曲『いたばしからSDGs』MV公開
- 9月13日、「第5回赤塚ジモパ！オンラインシンポジウム」もともとこ司会　　おいでよ🎵赤塚〜トカイナカ〜配信
- 9月17日、東京新聞掲載「第5回赤塚ジモパ！オンライン・シンポイジウム」[12]
- 9月27日、新曲『遥かなる航路へ』MV公開&配信開始
- 10月25日、新曲『君をおもえば』MV公開

2021年
- 3月15日、八代亜紀オンラインコンサート　もともとこMC　高齢者施設イリーゼ
- 4月23日、新曲『 Mam smile,Your smile』ミュージックビデオ公開
- 5月5日、新曲『小花〜ohana〜』MV公開
- 5月26日、朝日新聞朝刊で「Mam smile,Your smile 』が紹介[13]
- 5月29日、アラフォーアイドル輝け！プロジェクト　決勝戦
- 6月30日、NHKひるまえほっと出演[14]
- 8月1日、ショートムービー『捨て猫しなもん』にて、もともとこ声優デビュー
- 10月6日、アラフォーアイドル輝けプロジェクト　メジャーデビュー
- 10月、お母さん業界新聞、板橋人図鑑、FMやまと、レインボータウンFM、North FMなどで紹介
- 10月24日、東京新聞都内版『音ごはんワンマンライブ〜ママが泣ける日2021』[15]
- 10月26日、すくすく子育てママ友バンド「音ごはん」頑張りすぎの母親たちへ「完璧なんていらないよ」　10月30日に板橋でワンマンライブ | 東京すくすく | 子育て世代がつながる ― 東京新聞 (tokyo-np.co.jp)
- 10月30日、『音ごはんワンマンライブ〜ママが泣ける日2021』ハイブリッド型100人動員
- 11月25日、NHK BSプレミアム「ザ・穴場ツアー」出演[16]

2022年
- 6月4日 - 5日、つんく♂総指揮中2映画プロジェクト　TOKYO青春映画祭2022　もともとこ楽曲提供
- 10月1日、『魅力発信！いたばしナビ』10月号　区政090周年特別号 もともとこ出演
- 11月20日、音ごはんフェス2022～ママが泣ける日～150人動員

2023年
- 1月16～20日、読売新聞夕刊「しあわせ小箱」もともとこ5日連続インタビュー[17]